# أحمد صدري خطوزة
أحمد صدري خطوزة (بالتركية: Ahmet Sadri Hattuza)‏ (ولدَ في 1883، أنقرة - توفي في 21 أبريل 1943) هو سياسي عثماني، تولى منصب عضو البرلمان التركي.

## مناصبه
تولى المناصب التالية:
- عضو في البرلمان التركي (2 أغسطس 1927–26 مارس 1931)